# Bronzová pamětní medaile IV. pluku stráže svobody
Bronzová pamětní medaile IV. pluku stráže svobody, je pamětní medaile, která byla založena a udělována v průběhu roku 1948.
Medaile je ražena z bronzu.